# Aeginetia mirabilis
Aeginetia mirabilis là loài thực vật có hoa thuộc họ Cỏ chổi. Loài này được (Blume) Bakh. mô tả khoa học đầu tiên năm 1921.